# Хонсийская ночница
Хонсийская ночница (лат. Myotis hosonoi) — небольшая летучая мышь рода ночниц.

## Описание
Летучая мышь небольших размеров, длина головы и туловища составляет от 39 до 48 миллиметров, длина предплечья — между 32,5 и 35,6 миллиметров, длина стопы от 8 до 8,9 миллиметров, длина ушей от 12 до 14 миллиметров. Мех мягкий, коричневого или красно-коричневого оттенка, более тёмный по бокам, на брюхе — жёлто-коричневый. Уши коричнево-чёрные, округлой формы, передний край выпуклый. Мембраны крыльев коричнево-чёрные, полупрозрачные, крепятся сзади к основанию большого пальца. Ноги маленькие, хвост длинный.
Живёт в дуплах деревьев, питается насекомыми.

## Распространение
Эндемик японского острова Хонсю, обитает в горных лесах центральных префектур этого острова (регион Тюбу).